# 森裕子 (アナウンサー)
森 裕子 （もり ゆうこ、1982年1月11日 - ）は、フリーのDJ・ラジオパーソナリティ。愛称は「もりゆう」。

## 人物・来歴
愛知県春日井市出身で血液型はB型。京都府内の大学を卒業後の2004年、エフエム徳島にアナウンサーとして入社した。入社するとすぐに平日夕方帯番組『MUSIC-GO-ROUND』のDJとして2004年4月5日デビュー。主に平日夕方のワイド番組で活躍して、多くのリスナーを獲得した。
2007年9月にエフエム徳島を退社してフリーになると、2008年夏エフエム岡山、同年秋にはFM OSAKAに進出。また、2008年秋にはFM-AICHIのDJコンテストで準グランプリを獲得した。
2009年4月から明石CATVのテレビ番組『ケーブルニュース明石』、7月からJ:COM『8時です!生放送!!火曜日』にも出演していた。しかし、2010年には再びラジオパーソナリティへ活動へ回帰している。

## 現在の担当番組
FM OSAKA
- 『Precious.』(金 6:00-8:20、2014年4月4日 - )
- 『RADIO BREAKERS』(月～木　22:55 - 23:00、2010年4月5日 - )

### 過去の担当番組

#### エフエム徳島時代
- 『MUSIC-GO-ROUND』(月-木　18:00-19:55、2004年4月5日 - 2006年3月30日)
- 『T-Cross』(水・木　16:00 - 18:55、2006年4月5日 - 2007年3月29日）
- 『MGR -MUSIC GO ROUND-』(木　19:00 - 19:55、2006年4月6日 - 2007年3月29日)
- 『MGR MUSIC GO ROUND -Podcasting Edition-』(2007年4月 - 2007年9月28日)
- 『FRIDAY ONLINE-FIVE COLORS RADIO-』(金　12:00 - 16:55、2007年4月6日 - 2007年9月28日)

#### フリー転向後
FM OSAKA
- 『LOVE FLAP』(2009年6月30日・8月18日、谷口キヨコの代打)
- 『FM OSAKA Live Special!』(2009年12月31日 17:00-22:00)
- 『Active!』(土　18:00 - 20:00、2009年10月3日 - 2010年6月26日)
- 『Live SDD Studio 2010』(2010年2月20日 18:00～21:00)
- 『happiness!!』(水・木　11:30 - 12:55、2008年10月 - 2010年9月30日)
- 『MUSIC COASTER ∞』(月・火　16:00 - 20:00、2010年10月4日 - 2011年3月29日)
- 『ミカヅキモモコ しあわせ女子力100％』(金 22:55-23:00、2013年2月1日 - 2013年7月28日 )
- 『Mashup!!』(木　20:00 - 21:00、2010年4月8日 -2014年3月27日  )
- 『Realize!』(月～木 16:00-17:50、2011年4月4日 - 2014年4月1日　)

JFN
- 『Love in Action』（月-金 6:30-6:40、2011年3月14日 -　2011年6月30日）

FM OSAKA制作の全国ネット番組。東日本大震災後の2011年3月14日からは通常放送を休止して森が日本赤十字社のお知らせなどをアナウンス。2011年3月28日から2011年6月30日（最終回）は本来のDJ山本シュウとともに出演していた。
エフエム岡山
- 『Netz TOYOTA OKAYAMA SWEET LOUNGE』
- 『Netz TOYOTA OKAYAMA Fun Fun Weekend』(金　18:40 - 19:00、2009年4月 - 2010年3月)

テレビ
- 『ケーブルニュース明石』明石CATV (月　18:30 - 18:50、2009年4月 - 2010年3月29日)
- 『8時です!生放送!!火曜日』J:COM (火　20:00 - 21:00、2009年7月7日 - 2010年6月22日 )